# Ria de Muros i Noia
La ria de Muros i Noia és una ria gallega que forma part de les Rías Baixas. Es troba entre la ria de Corcubión i la ria d'Arousa. La ria es va formar en la desembocadura del riu Tambre.
L'arribada de les aigües dolces del Tambre originen, en la seva confluència amb les aigües salades del mar, un hàbitat on es desenvolupen els bivalvs (cloïsses i escopinyes) de gran importància econòmica en els pobles d'aquesta zona. La collita es fa a partir del mes de setembre a Testal i O Freixo.
La ria comença a partir de la platja d'Aguieira a Porto do Son, per la seva part sud, i acaba a la platja de San Francisco a Louro (Muros), per la seva part nord.
Entre les poblacions destaca la que li donen el seu nom: Muros, fundada darrere el mont Louro com una vila marinera apartada de la vista dels pirates i corsaris pels segleso XVI i XVII i la vila de Noia, d'origen medieval. També Porto do Son, que viu fonamentalment del turisme i de la mar i de la vila de Portosín, que pertany al mateix municipi que l'anterior.

## Galería d'imatges

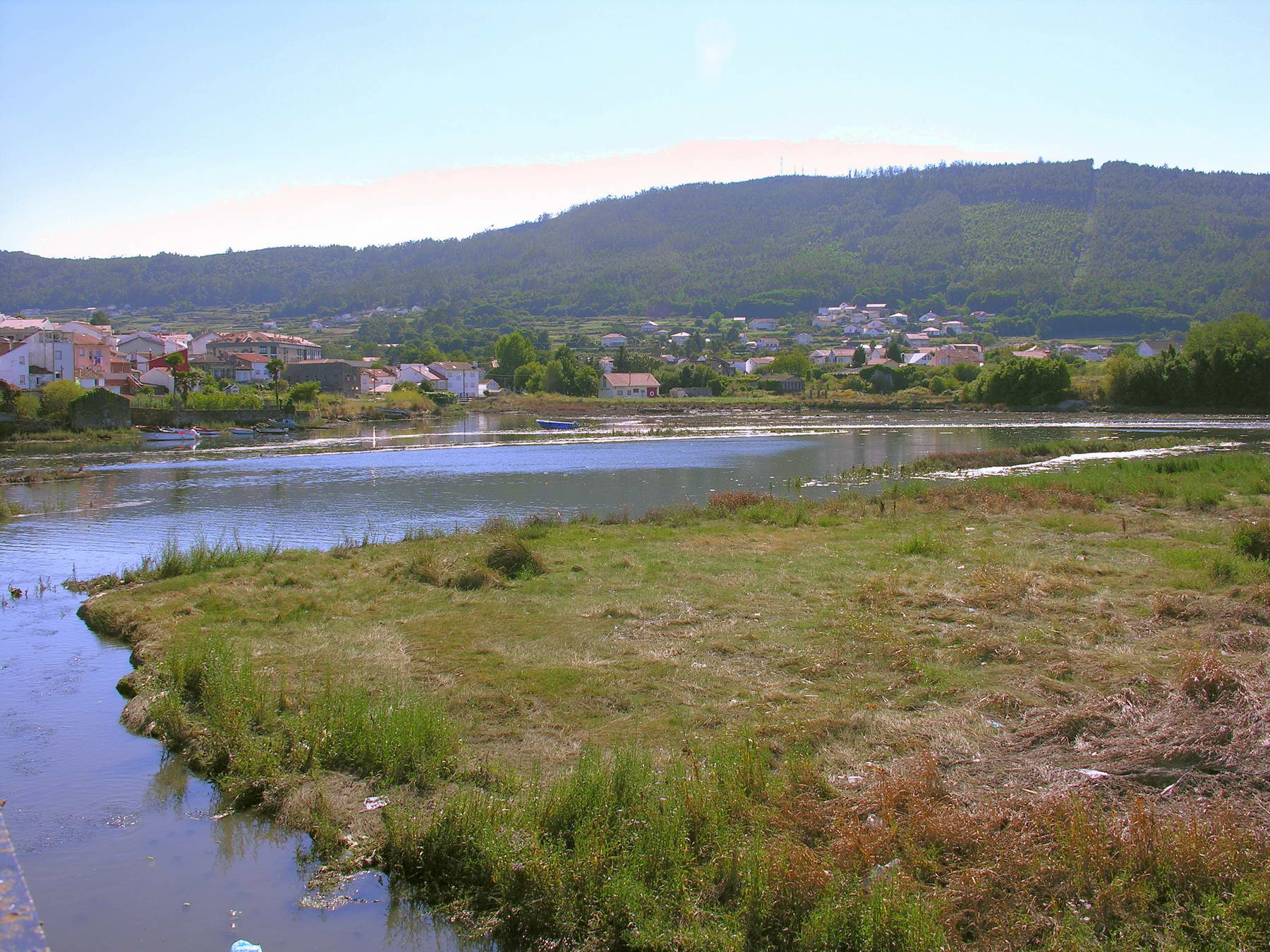
Noia.
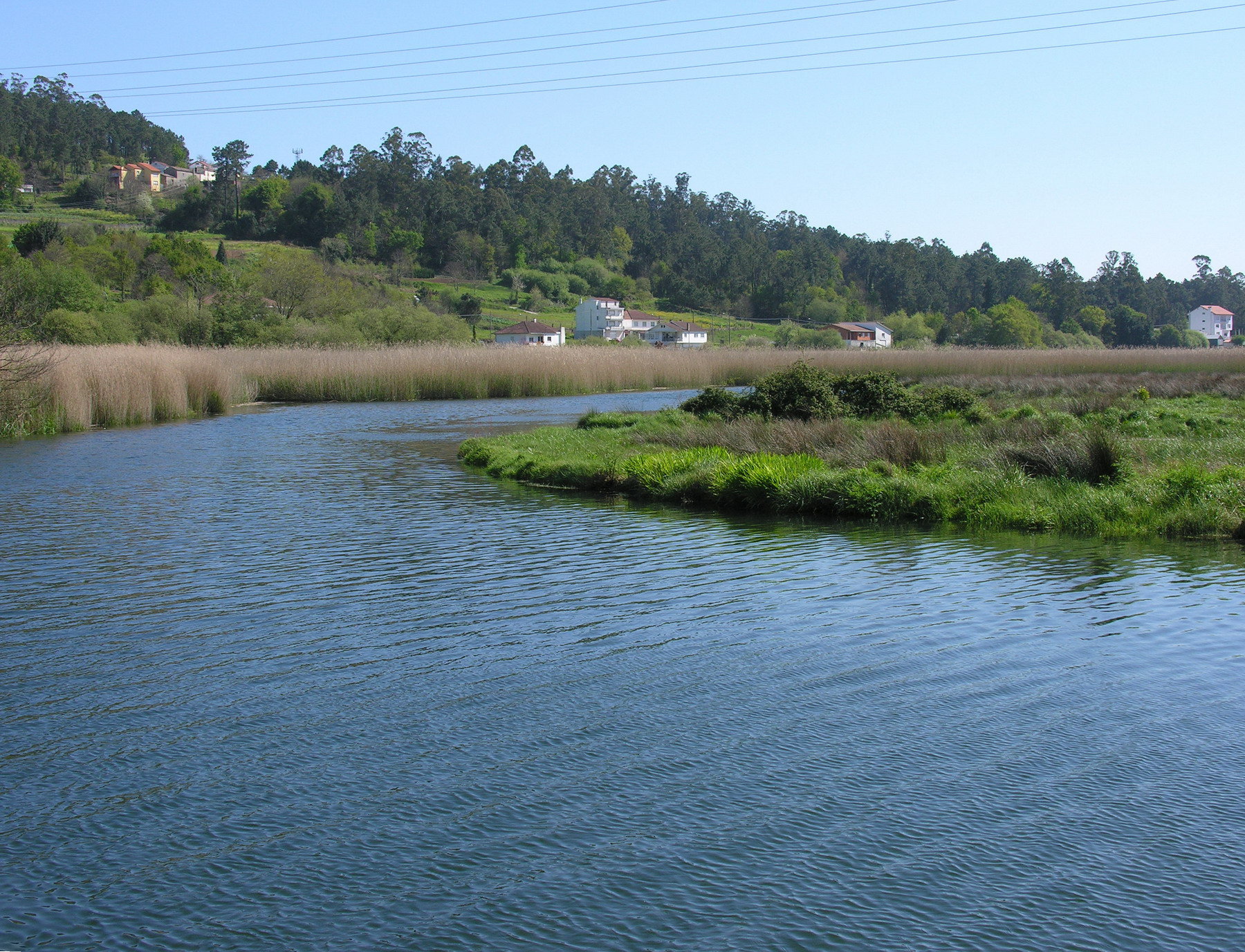
Outes.
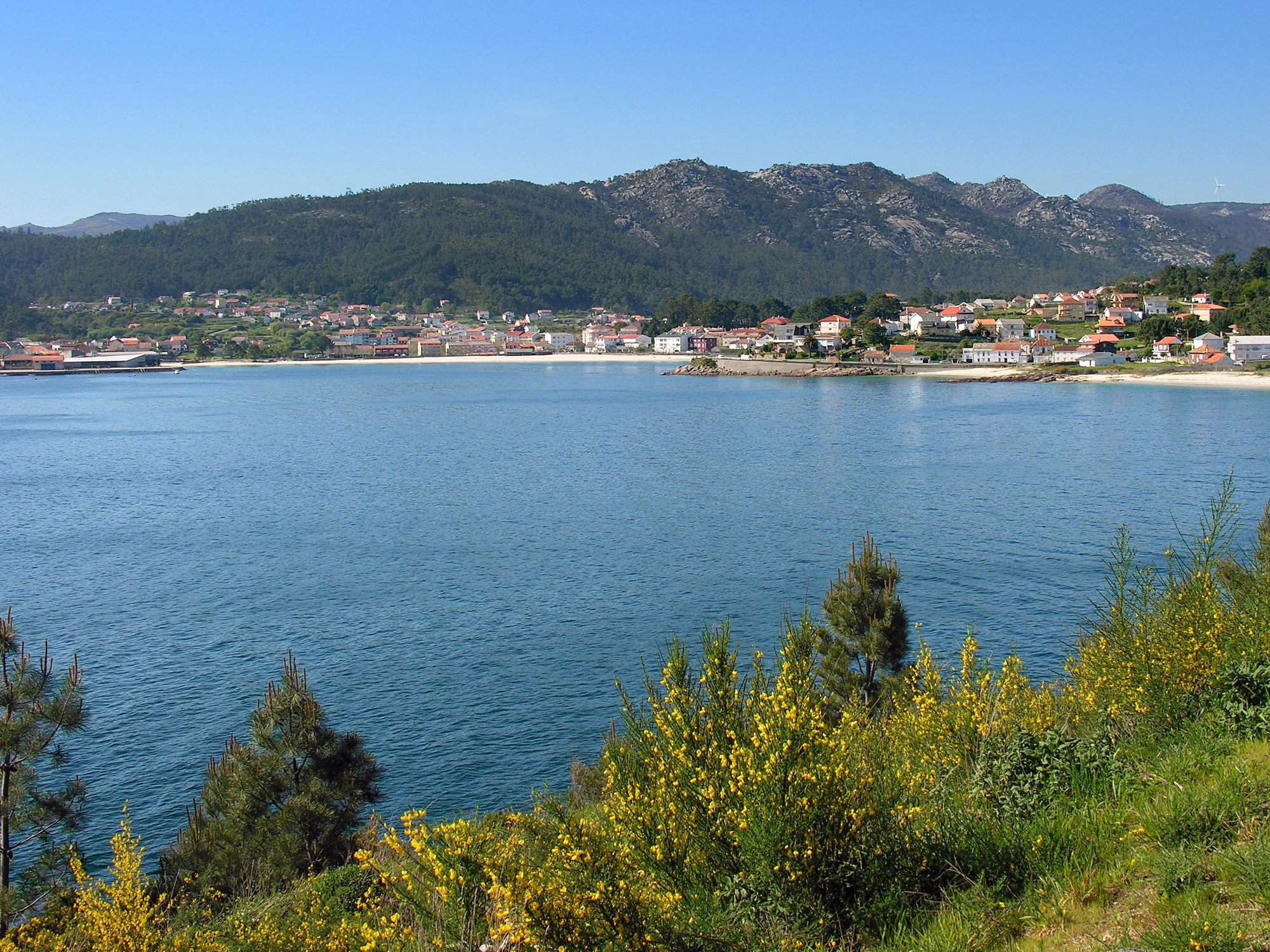
Muros.
Panoràmica de la ria des de la platja d'Aguieira.